# Саньша
Саньша (кит. спр. 三沙市, піньїнь: Sānshā Shì) — місто-округ в південнокитайській провінції Хайнань. Є найпівденнішим і найменшим за населенням міським округом КНР.

## Географія
Саньша переважно розташовується на острові Вуді (або Юнсін: кит. трад. 永興島, спр. 永兴岛, піньїнь Yǒngxīng Dǎo) у групі де-факто контрольованих КНР Парасельських островів Південнокитайського моря.

### Клімат
Острів Вуді знаходиться у зоні, котра характеризується мусонним кліматом. Найтепліший місяць — травень із середньою температурою 29.4 °C (85 °F). Найхолодніший місяць — січень, із середньою температурою 23.9 °С (75 °F).
| Клімат о. Вуді          | Клімат о. Вуді | Клімат о. Вуді | Клімат о. Вуді | Клімат о. Вуді | Клімат о. Вуді | Клімат о. Вуді | Клімат о. Вуді | Клімат о. Вуді | Клімат о. Вуді | Клімат о. Вуді | Клімат о. Вуді | Клімат о. Вуді | Клімат о. Вуді |
| Показник                | Січ.           | Лют.           | Бер.           | Квіт.          | Трав.          | Черв.          | Лип.           | Серп.          | Вер.           | Жовт.          | Лист.          | Груд.          | Рік            |
| Середній максимум, °C   | 25             | 26             | 27             | 30             | 31             | 30             | 30             | 30             | 30             | 28             | 27             | 25             | 28             |
| Середня температура, °C | 23             | 24             | 26             | 28             | 29             | 29             | 29             | 28             | 28             | 27             | 26             | 24             | 27             |
| Середній мінімум, °C    | 22             | 22             | 23             | 26             | 27             | 27             | 27             | 27             | 26             | 25             | 24             | 22             | 25             |
| Днів з опадами          | 13             | 9              | 8              | 7              | 10             | 14             | 12             | 15             | 19             | 21             | 20             | 19             | 167            |
| ----------------------- | -------------- | -------------- | -------------- | -------------- | -------------- | -------------- | -------------- | -------------- | -------------- | -------------- | -------------- | -------------- | -------------- |
| Джерело: Weatherbase    |                |                |                |                |                |                |                |                |                |                |                |                |                |